# Sherry Hormann

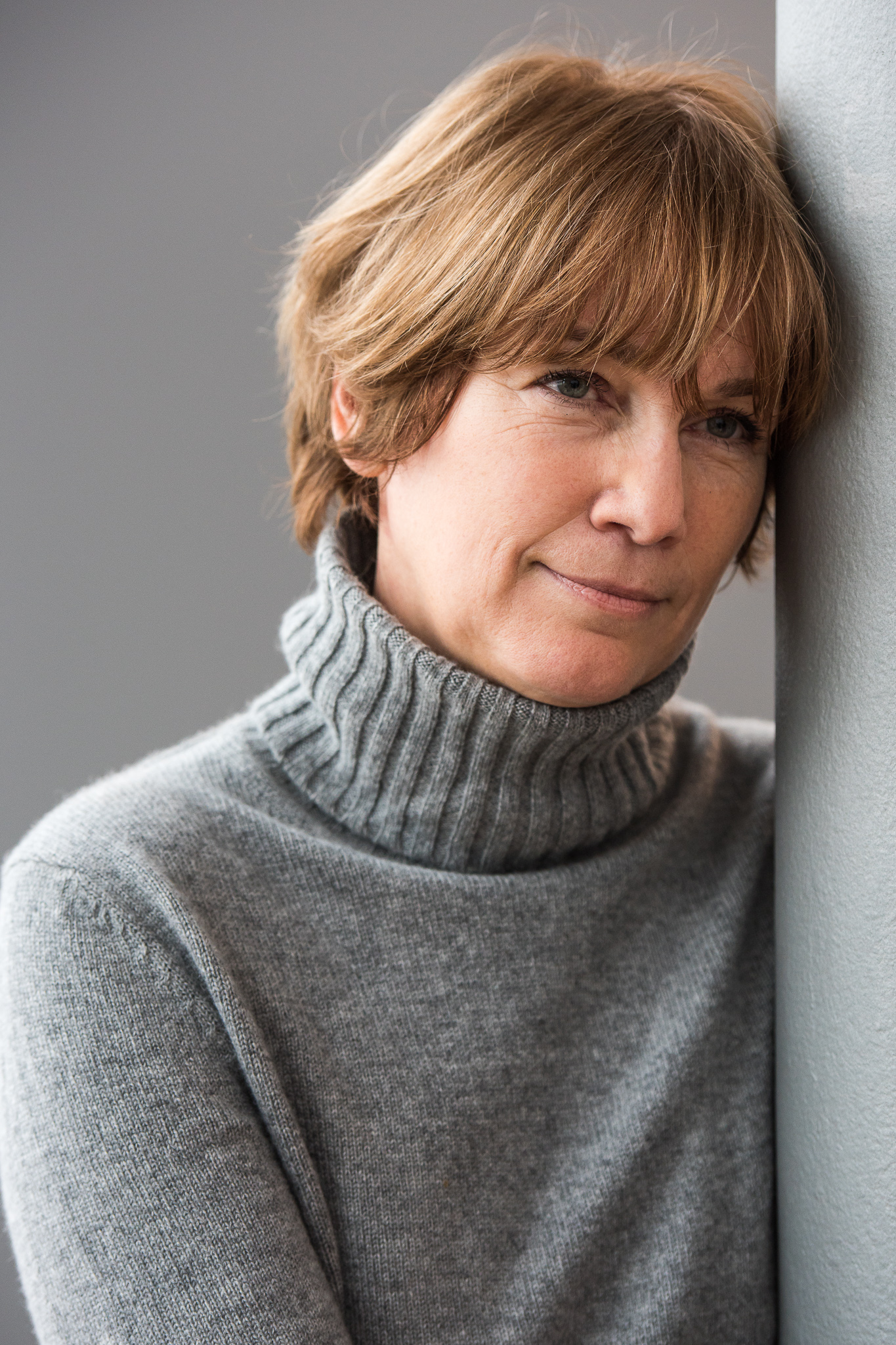
Sherry Hormann (2016)

Sherry Hormann (* 20. April 1960 in Kingston, New York, USA) ist eine deutsche Film- und Fernsehregisseurin und Drehbuchautorin.

## Leben
Hormann ist die Tochter einer deutschen Malerin und eines amerikanischen Jazzmusikers. Seit 1966 lebt sie in Deutschland, wo sie auch zur Schule ging und Abitur machte. Von 1979 bis 1983 studierte sie an der Hochschule für Fernsehen und Film München. Im Anschluss war sie als Continuity und Regieassistenz in diversen Fernseh- und Spielfilmproduktionen tätig. Seit 1986 arbeitet sie als Regisseurin, Drehbuchautorin und Filmausstatterin. Zudem ist sie als Dozentin an der IFS Köln tätig und Mitglied der Deutschen Filmakademie sowie im Bundesverband Regie (BVR).
Sie war mit dem Regisseur Dominik Graf verheiratet, mit dem sie eine Tochter hat. Im Oktober 2011 heiratete sie den Kameramann Michael Ballhaus (1935–2017).

## Filmografie
- 1989: Tiger, Löwe, Panther (Buch & Ausstattung)
- 1990: Spieler (Ausstattung)
- 1991: Leise Schatten (Regie & Buch)
- 1994: Frauen sind was Wunderbares (Regie & Buch)
- 1996: Irren ist männlich (Regie)
- 1996: Die Cellistin – Liebe und Verhängnis (Regie)
- 1998: Widows – Erst die Ehe, dann das Vergnügen (Regie)
- 1998: Ich bin reich arm (Dokumentation; Regie)
- 1998: Denk ich an Deutschland …: Angst spür ich, wo kein Herz ist (Regie)
- 2000: Bella Block: Blinde Liebe (Regie)
- 2001: Bella Block: Schuld und Liebe (Regie & Buch)
- 2001: Scheidung auf amerikanisch (Private Lies; Regie)
- 2002: Meine Tochter ist keine Mörderin (My Daughter’s Tears; Regie)
- 2003: Wenn Weihnachten wahr wird (Regie)
- 2004: Männer wie wir (Regie)
- 2006: Helen, Fred & Ted (Regie)
- 2006: Der Kriminalist (Regie, Pilotfilm & 2 weitere Folgen)
- 2009: Wüstenblume (Desert Flower) (Regie & Buch)
- 2012: Anleitung zum Unglücklichsein (Regie & Buch)
- 2013: 3096 Tage (Regie)
- 2014: Spreewaldkrimi: Die Tote im Weiher (Regie)
- 2016: Lotte Jäger und das tote Mädchen (Regie)
- 2016: Operation Zucker: Jagdgesellschaft (Regie)
- 2016: Tödliche Geheimnisse (Regie)
- 2017: Tödliche Geheimnisse – Jagd in Kapstadt (Regie)
- 2018: Wir lieben das Leben (Regie)
- 2018: Vermisst in Berlin (Regie)
- 2019: Nur eine Frau (Regie)
- 2020: Altes Land (Buch & Regie)
- 2022: Das Haus der Träume (Regie)[7]
- 2025: Fall for Me (Regie)

## Auszeichnungen
Männer wie wir
Publikumspreise bei folgenden Filmfestivals:
- Outfest in Los Angeles: für „Outstanding Narrative Feature“
- Gay and Lesbian Filmfestival Philadelphia
- Gay and Lesbian Filmfestival Long Island
- Filmfestival Bruxelles
- Gay and Lesbian Filmfestival Connecticut

Leise Schatten
- 1991: Bayerischer Filmpreis für Beste Nachwuchsregie
- Max-Ophüls-Preis in Silber für den Besten Film
- Diverse Festivalpreise im Ausland

Tiger, Löwe, Panther
- Fernsehfilmpreis der Deutschen Akademie der Darstellenden Künste

Nur eine Frau
- 2019: Bayerischer Filmpreis für Beste Regie